# Musée d'Horlogerie du Locle
 (décembre 2017).
Le musée d'Horlogerie du Locle, château des Monts (abrégé MHL) est un musée situé au Locle, en Suisse. Il est consacré à l'horlogerie et aux instruments destinés à la mesure du temps. Le musée appartient à la ville du Locle et est classé comme bien culturel suisse d'importance nationale.

## Histoire
Le musée actuel voit ses racines dans un cabinet de curiosités fondé en 1849 au Locle, qui voulait regrouper les vestiges historiques, archéologiques, naturels et mécaniques de la région. Ces collections sont transférées en 1858 dans l'ancienne École industrielle du Locle et en 1868 les rares objets d'horlogerie sont déplacés dans l’École d’horlogerie du Locle, fraîchement ouverte. Les collections y resteront exposées, dans un but pédagogique, jusqu'au début de la Seconde Guerre mondiale, quand elles sont mises dans des caisses par précaution. Par manque de place, elles y resteront même après l'issue du conflit.
En 1951, un groupe de passionnés s'engage pour la reconstitution du musée, qui trouvera un nouveau siège dans le château des Monts et qui sera inauguré le 23 mai 1959.

## Bâtiment
Édifié entre 1780 et 1790 sur initiative de Samuel Dubois (1739-1820), officier, horloger et essayeur-juré de la Bourgeoisie de Valangin, sur le domaine de sa femme Marie-Henriette Sandoz-Gendre. Il confie probablement la réalisation à l'architecte lausannois Gabriel Delagrange. En 1820 le domaine des Monts passe aux petits-enfants de Samuel, Frédéric-William et Julie-Françoise. Le château reste entre les mains de la famille Dubois jusqu’en 1912, quand il est racheté par Georges Ducommun (1868-1936), fondateur de la marque horlogère Doxa. Le nouveau propriétaire supprime la ferme et les annexes et il fait également aménager le parc à l’anglaise.
Le domaine passe plus tard à Hélène, fille de Georges Ducommun, et épouse de Jacques Nardin (1892-1950). Après le décès du mari, en 1954, Hélène Nardin revend le domaine à la ville du Locle qui y installe les musées d’Histoire et d’Horlogerie.

## Collections
Les collections du musée d'Horlogerie du Locle, château des Monts, comprennent montres mécaniques, horloges de gros et moyen volume, automates, chronomètres de marine et de bord, mobilier, outils, œuvres peintes.
L'exposition permanente comprend notamment :
- une peinture à l’huile d’Édouard Jeanmaire ;
- une pendule à jeu de flûtes et automates, attribuée à Pierre Jaquet-Droz, XVIIIe siècle ;
- une pendule murale, signée École d’horlogerie du Locle 1896, cabinet en bois École de sculpture de Brienz ;
- une montre de poche à secteurs, sonnerie, répétition et complications astronomiques, signée Jean Miorin à Genève, début XIXe siècle ;
- une cage à oiseau chanteur à suspendre, attribuée à Pierre Jaquet-Droz, 2e moitié XVIIIe siècle ;
- une tabatière en or, à oiseau chanteur, signée Frères Rochat à Genève, début XIXe siècle ;
- une pendule neuchâteloise « Restauration », attribuée à Julien Auguste Maillardet à Fontaines (NE), vers 1830
- un automate androïde « Fée Carabosse », début XIXe siècle ;
- plusieurs pendules neuchâteloises ;
- plusieurs pendules murales avec marqueterie Boulle.

Le musée abrite également un parcours sur l’évolution technique de la montre depuis la Renaissance jusqu’à nos jours, ainsi qu'une exposition thématique traitant de l’appréhension et de la mesure du temps. 
Les collections du Musée comptent aussi plusieurs fonds documentaires, dont une bibliothèque riche d’environ 2000 titres, et des fonds manuscrits :
- les archives d’Alfred Chapuis (1880-1958) ;
- le fonds Tardy-Lengellé.
- les anciens livres de fabrication des maisons Jürgensen et Ulysse Nardin.